# Corfitz Ulfeldt
För andra betydelser, se Corfitz Ulfeldt (olika betydelser).
Corfitz Ulfeldt, född 10 juli 1606 på Hagenskov i Assens, död 20 februari 1664 i närheten av Basel i Schweiz, var en dansk statsman och dömd landsförrädare. Han var son till rikskanslern Jakob Ulfeldt och dennes hustru Birgitte Brockenhuus, och sonson till riksrådet Jakob Ulfeldt.
Corfitz Ulfeldt sändes 1621 med sin yngre bror Flemming för vidare utbildning utomlands och uppehöll sig bland annat i Paris och Padua till 1629. Han blev 1630 kammarjunkare hos Kristian IV samt trolovad, men först 1636 gift, med dennes vackra, högt begåvade älsklingsdotter Leonora Christina. Hon visade sin make varm tillgivenhet och följde honom troget under livets alla skiften.

## Begåvning och förtroende
Ulfeldt själv var en högt begåvad man och hade förmåga att vinna människor, men hade en orolig karaktär och blev därför aldrig någon stor statsman. Han var hänsynslös och övermodig. Drivfjädern i hans handlingar var egoism samt en omåttlig makt- och vinningslystnad. Ulfeldt blev i april 1636 utsedd till riksråd och gjordes ett halvt år efter bröllopet till ståthållare i Köpenhamn. Han fick även åtskilliga diplomatiska uppdrag och sändes bland annat till Regensburg 1641, där han utnämndes till tysk riksgreve. År 1643 blev han rikshovmästare och fick därmed Danmarks högsta ämbete. Han understödde Kristian IV i dennes  tullpolitik. Det goda förhållandet till Nederländerna led därför stort avbräck, och han hade stor skuld i Torstensonska kriget mellan Sverige och Danmark som utbröt 1643 genom att uppträda på ett utmanande sätt och att lämna sändebudet Peder Vibes varningar utan avseende.
Under sin förvaltning verkar han ha skaffat sig stora personliga fördelar, i synnerhet genom leveranser till staten. Säkert är att han, som tidigare varit djupt skuldsatt, hade skaffat sig en betydlig förmögenhet, som ytterligare ökades genom lyckade låneaffärer. Ulfeldt deltog i avslutandet av freden i Brömsebro 1645 och var en av åtta undertecknare av fördraget i Kristianopel samma år mellan Danmark-Norge och Nederländerna. Han uppehöll sig i Nederländerna 1646–1647 för att sluta nya förbund, men vinsten av den långa och dyrbara ambassaden var ringa. Medan Ulfeldt intill 1643 hade konungens oinskränkta förtroende, uppstod det året därpå starka slitningar mellan dem. Kristian var missnöjd med flottans dåliga tillstånd, ett annat skäl till missämjan var att Ulfeldt tog parti för sin svärmor Kirsten Munk. Han återfick dock snart sitt inflytande över den åldrige konungen.
Efter konungens död 1648 stod Ulfeldt i spetsen för de följande två månadernas interregnum och visade sin hämndlystnad mot konungens frilla Vibeke Kruse på ett så rått sätt, att hon dog av det. Han var också närmaste upphovsman till den inskränkning i konungamakten som meddelades i konungens handfästning (en sorts försäkran som innebar att konungen svor en ed att präster och adel skulle få behålla sina privilegier). Man misstänkte honom till och med för att vilja undantränga Fredrik III och i stället låta upphöja hans halvbroder Valdemar Christian på tronen eller kanske snarare bilda en adelsrepublik under sin egen ledning.

## Övermod, lyx och misstroende
Corfitz Ulfeldts övermod och lyx mitt under den allmänna misären i landet väckte motvilja mot honom vid hovet och bland folket. Februari–november 1649 var han åter i Nederländerna, där han slöt det viktiga försvarsförbundet – hans största statsmannagärning –, medan traktaten om en årlig avlösningssumma för vintullen väckte stort missnöje och upphävdes redan 1653. Under hans långa bortovaro hade hans inflytande starkt minskat, och hans ställning blev inte bättre av att han efter hemkomsten höll sig borta från hovet och från utövandet av sitt ämbete och skyllde på sjukdom. En undersökning inleddes om finansernas förvaltning under Kristian IV. Samtidigt lämnade Dina Vinhofvers i samförstånd med överste Walter, konungens gunstling, en falsk anklagelse, att Ulfeldt velat mörda konungen. Ulfeldt lämnade då, av fruktan för att hans ämbetsförvaltning skulle undersökas, Danmark den 24 juli 1651 (tre dagar efter att Vinhofvers hade avrättats). Han reste med familj och sin stora rörliga förmögenhet (1 miljon riksdaler, vilket var en ofantligt stor summa på den tiden) och drog först till Nederländerna, och därifrån genom Tyskland till Stockholm i september samma år. I Stockholm blev han väl emottagen av drottning Kristina.

## Hämndlystnad
Vintern 1651–1652 tillbringade Ulfeldt i Stralsund med att författa ett Höjttrængende æresforsvar (1652). Han återvände därefter till Stockholm, där han snart vann insteg bland annat genom stora utlån åt drottningen. Emellertid inställde han sig inte vid den danska riksdagen för att avlägga räkenskap för sin ämbetsförvaltning. Detta hade till följd att hans gods togs i beslag (1653) och hans ämbete besattes av en annan. I sin förbittring över detta försökte han förmå drottning Kristina och sedermera även konung Karl X Gustav att gå ut i krig mot danskarna. Han försökte också 1654 förmå Oliver Cromwell att anfalla Danmark och avslöjade för honom bristerna i dess försvar. År 1655 flyttade Ulfeldt till Pommern, där han fått slottet Beuth i pant för ett lån till drottning Kristina. Då danska kriget bröt ut 1657, trädde han i Karl Gustafs tjänst som geheimeråd och åtföljde honom på krigståget mot Danmark samt bidrog av alla krafter till erövringen. I augusti utfärdade han ett upprop till jylländska adeln att avfalla från Fredrik III (han sade bland annat att det kunde vara danskarna likgiltigt, om deras konung hette Karl eller Fredrik). Han övertalade kommendanten i Nakskov att uppge staden utan strid och rådde Karl Gustaf att marschera rakt på Köpenhamn, i hopp om att se danske konungen störtad och sig själv insatt som ståthållare. Då detta inte lyckades, försökte han göra freden så dyr som möjligt för Danmark och genomdrev för egen räkning återställandet av alla gods och förläningar samt full ersättning för liden skada och frihet att slå sig ner i Danmark, var han ville. Men han flyttade i stället till Malmö och fick i belöning Sölvesborgs grevskap (1658, vilket fråndömdes honom 1660) jämte flera gods i Skåne och var utsedd till generalguvernör i Pommern. Han dolde inte sin ovilja över svenska regeringens handlanden i Skåne, och då han dessutom ogillade det nya kriget mot Danmark, blev han misstänkt för att ha deltagit i det danska partiets sammansvärjning i Malmö.
Från maj 1659 hölls han under bevakning i sitt eget hus. En undersökning inleddes mot honom, vid vilken hans hustru Leonora Christina måste föra hans talan, då ett slaganfall hade berövat honom talförmågan. I fredstraktaten 1660 ingick inte någon särskild bestämmelse om Ulfeldt, och han blev inte heller delaktig av den allmänna amnestin. Sveriges riksråd hade emellertid beslutat att han skulle släppas fri; men innan han fick veta det, flydde han den 16 juli 1660 förklädd från Malmö, skrämd av ett falskt rykte, att han skulle föras fången till Finland, och begav sig i brådskan till Köpenhamn i stället för till Lübeck, som han hade avtalat med sin hustru. Då hon en vecka därefter i hemlighet kom till Köpenhamn, blev båda arresterade och förda till Hammershus på Bornholm, där de hölls fångna i ett och ett halvt år, de sista månaderna ganska strängt på grund av ett rymningsförsök. Ulfeldt och hans hustru återfick friheten först sedan han i en ödmjuk böneskrift (deprecation) erkänt sitt brott, lovat fullkomlig undergivenhet och anropat konungens nåd, vilken han dessutom måste köpa genom att avstå omkring hälften av allt han ägde. Ulfeldt var trots detta den rikaste bland Danmarks ädlingar.

## Flykten
Men för hans utpräglat aristokratiska sinne var tillvägagångssättet emot honom en stor förödmjukelse. Mer än förlusten av ägodelar plågade honom hans maktlöshet och saknaden av allt inflytande. Han tänkte därför bara på hämnd. Redan på våren 1662 fick han tillåtelse av kungen att bege sig utomlands för att bada, och han drog då bort med hela sin familj och så mycket av sin egendom, att man trodde, att han inte tänkte återvända. Han åkte först till Amsterdam, sedan till Brygge, där hans son Kristian i november 1662 på öppen gata dödade general Fuchs som hade varit hans föräldrars plågoande på Hammershus. Detta skedde trots att familjen skriftligt hade förpliktat sig till att inte söka hämnas på Fuchs.
Under ett besök i Paris i september hade Ulfeldt sökt vinna stöd hos Ludvig XIV i sina hämndplaner, och ännu tidigare hade han knutit förbindelser med kurfursten av Brandenburg för att förmå denne att föra krig mot Danmark. Ulfeldts hämndbegär gjorde honom blind för det farliga i hans företag. Brandenburgska regeringen, som stod på bästa fot med den danska, försummade inte att avslöja Ulfeldts avsikter, men fortsatte underhandlingarna med honom för att riktigt noga lära känna dem. Kort därefter, 23 juli 1663, blev Ulfeldt anklagad inför Højesteret i Danmark och enhälligt dömd att som landsförrädare mista liv, ära och gods. Domen avkunnades av kungen efter att han hade emottagit ett betänkande från de 26 domarna i Høistereten som fann domen rättfärdig. En av ledamöterna, den tyske kanslern Theodor Lente skrev ett utförligt Votum och det verkar som om det legat till grund för rättens dom. I detta hänvisar han till corpus juris civilis. Ulfeldt dömdes således inte efter dansk lag, som då saknade bestämmelser för majestätsbrott, utan efter en analogi med den romerska rätten och det romerskt-tyska rikets rätt. Efter domen ålades alla kyrkor i Danmark och Norge att be tacksägelsebön för att Ulfeldt hade avslöjats och dömts. Dödsdomen verkställdes fyra månader därefter in effigie ; hans gård i Köpenhamn revs, och på dess tomt (nu Gråbrødretorv) restes en skampåle, som stod kvar till 1842. Kort efter domen flydde Ulfeldt själv från Brygge, där han inte kände sig säker utan flackade sedan omkring utan rast eller ro. Han tog sig i tid till Basel och tillbringade sina sista år i en schweizisk by under falskt namn och dog slutligen i en båt på Rhen 20 februari 1664. Liket begravdes av hans söner under ett träd i närheten av Breisach am Rhein. Ulfeldts Apologi gavs ut på flera språk.

## Eftervärldens dom
Nutiden bedömer Ulfeldt helt annorlunda än hans samtid. Medan man under senare sekler sett hans beteende 1658 som ett förräderi, bedömde samtiden honom med större mildhet. Som adelsman ansågs han nämligen ha rätt att välja den kung som på bästa sätt värnade hans rätt. Samtiden ansåg däremot hans agerande 1662 som ett otvetydigt förräderi mot den konung han hade svurit trohet, medan senare generationer mer sett det som ett utslag av hämndkänsla för den behandling han fick 1660–62. Ungefär samtidigt med domen över Ulfeldt, kom hans hustru Leonora Christina, som i maj rest till England för att utkräva ett lån hos konung Karl II, genom ett lumpet förräderi, i danska regeringens händer. Den 8 augusti 1663 sattes hon i Blåtårn på Köpenhamns slott. Hon förnekade bestämt att hon varit invigd i mannens vilda planer; inget försök gjordes heller att bevisa att så var fallet. Utan rannsakning och dom sattes hon i ett strängt, för hennes börd ovärdigt, fängelse. Föremål för drottning Sofia Amalias oförsonliga hat, återvann hon friheten först efter hennes död och efter 22 års fängelse. Hon fick Maribo kloster anvisat som bostad och dog 16 mars 1698. Bland hennes efterlämnade skrifter intar Jammers Minde en framstående plats i samtidens danska litteratur. Skriften är ställd till hennes barn och beskriver hennes lidanden under fångenskapen.

## Ulfeldts efterkommande
Corfitz Ulfeldt efterlämnade fyra söner och tre döttrar. Äldste sonen, Kristian Ulfeldt, blev omkring 1669 kavaljer hos drottning Kristina i Rom, där han dog som katolsk kanik 1688. Den yngste, Leo Ulfeldt, utmärkte sig i österrikiske kejsarens krig mot osmanska riket, deltog 1704 i försvaret av Barcelona och dog 1716 i Wien som fältmarskalk. Av döttrarna blev den äldsta, Anna Katrina, gift med en belgisk adelsman Castella, som gjort hennes far stora tjänster, bodde hos modern i Maribo under dennas sista år och dog i kloster i Wien. Den yngsta, Leonora Sofia, blev 1676 gift med skånske adelsmannen Lave Beck och blev stammoder för ätten Beck-Friis.
Corfitz Ulfeldts ätt dog ut på svärdssidan i mitten av 1700-talet med hans sonson Anton Corfiz Ulfeldt (1699–1769), som var österrikisk storkansler och utrikesminister 1742–1753, överhovmästare sedan 1753. Dennes ättling, greve Johann Waldstein, återupptäckte 1868 manuskriptet till Leonora Christinas Jammers Minde, som inköptes 1920 till Det Nationalhistoriske Museum på Frederiksborgs slott.